# عیسی سروش
عیسی سروش (۱۲۵۵ - شهریور ۱۳۳۰) نماینده گیلان در دوره اول مجلس سنا بود.

## فعالیت‌های اجتماعی و روزنامه‌نگاری
میرزا عیسی خان رشتی در آغاز پیشکار فتح‌الله خان اکبرسردار منصور (سپهدار اعظم بعدی) بود. او که از طرفداران جنبش مشروطیت بود در این دوره روزنامه سروش را به هزینه سردار منصور در رشت منتشر ساخت و به همین خاطر به میزا عیسی خان سروش اشتهار یافت. پس از فتح تهران توسط مشروطه خواهان، نامبرده به تهران آمد و روزنامه سروش را با مدیر مسئولی عضدالاسلام لاهیجی در پایتخت منتشر کرد. او همچنین به همراه عارف قزوینی و میرزا ابراهیم‌خان ناهید به انتشار روزنامه تندوری ناهید پرداخت. تخلص او در روزنامه‌نگاری «گل‌آغا» و «تاج‌آقا» بود.

## مناصب سیاسی
پس از پیروزی انقلاب مشروطه او رئیس دفتر سپهدار اعظم شد و در دوران رضا شاه به استخدام بعداً به استخدام وزارت داخله درآمد و سمتهایی مانند فرمانداری قزوین و ساری را برعهده داشت. پس از شهریور ۱۳۲۰ و سقوط رضا شاه حکومت تهران را برعهده داشت و انتخابات دوره چهاردم مجلس شورای ملی را برگزار کرد او در نخستین دوره مجلس سنا (۱۳۲۸) نماینده انتصابی گیلان شد.